# Сатурнин (узурпатор)
Об узурпаторе правления Проба см. Юлий Сатурнин
Сатурнин (лат. Saturninus, полная форма имени неизвестна) — римский император-узурпатор между 260 и 268 годом.
В «Истории Августов» Сатурнин был назван «лучшим из полководцев времен Галлиена». Будучи не в состоянии выносить бездарное правление Галлиена, он принял императорскую власть от своих войск. Однако из-за своей строгости по отношению к легионерам Сатурнин был ими убит. Авторы Prosopography of the Later Roman Empire склонны идентифицировать его с консулом 264 года Сатурнином.
Сатурнин, очевидно, был выдуман также, как узурпаторы Требеллиан и Цельс.